# اورولوژی
اورولوژی (به انگلیسی: Urology) یا میزراه‌پزشکی(از یونانی οὖρον با تلفظ ouron به معنای "ادرار" و لوژی به معنای "مطالعه")، که به جراحی ادراری-تناسلی نیز شناخته می‌شود، شاخه‌ای از پزشکی است که بر روی جراحی و بیماری‌های پزشکی مجرای ادراری (مؤنث و مذکر) و اعضای تولید مثل مذکر، تمرکز دارد. اعضایی که در حیطه میزراه‌پزشکی قرار دارند شامل این مواردند: کلیه‌ها، غدد فوق کلیوی، میزنای‌ها، مثانه، پیشاب‌راه، و اعضای تولید مثل مذکر (بیضه‌ها، اپیدیدیم، مجرای وابران، کیسه منی، پروستات و آلت نری).
مجاری ادراری و تولید مثلی، ارتباط نزدیکی با هم داشته، و اختلالاتشان معمولاً بر روی هم اثرگذارند؛ بنابراین، طیفی از شرایطی که تحت مدیریت میزراه‌پزشکی قرار دارند، در حوزه اختلالات ادراری-تناسلی نیز موجودند. میزراه‌پزشکی، مدیریت وضعیت‌های پزشکی (یعنی غیر جراحی) چون عفونت‌های مجاری ادراری و هایپرپلازی خوش‌خیم پروستات را با وضعیت‌های جراحی چون سرطان پروستات، سنگ کلیه، ناهنجاری‌های مادرزادی، جراحات ترومایی حاد و بی‌اختیاری استرسی را با هم ترکیب می‌کند.
فنون میزراه‌پزشکی، شامل جراحی با حداقل تهاجم روباتی و لاپاروسکوپی، جراحی با لیزر و دیگر فرآیندهای هدایت شده با اسکوپ می‌باشند. میزراه‌پزشکانی که در فون جراحی با تهاجم کمینه آموزش می‌بینند، از هدایت فراصوت زمان-حقیقی (آنی)، تجهیزات آندوسکوپی فیبر نوری، و انواع لیزرها، در درمان انواع شرایط خوش‌خیم و بدخیم بهره می‌برند. میزراه‌پزشکی با این موارد ارتباط نزدیکی داشته و با متخصصانش همکاری نزدیکی دارند: سرطان‌شناسی، نفرولوژی، پزشکی زنان، پزشکی مردان، جراحی کودکان، جراحی کولورکتال، پزشکی گوارش، و اندوکرینولوژی.